# シャラヴィン・ゴンガードルジ
シャラヴィン・ゴンガードルジ（シャラビン・ゴンガードルジ、モンゴル語: Шаравын Гунгаадорж、ラテン文字転写の例：Sharavyn Gungaadorj、1935年5月2日 - ）は、モンゴル人民共和国の政治家。1990年3月12日から9月11日まで、短期間モンゴル人民共和国閣僚会議議長（首相）を務めた。農学博士、モンゴル科学アカデミー会員。

## 経歴・人物
1935年ドルノゴビ県イフヘト地区に生まれる。モスクワに留学し、1959年ソ連農業アカデミー（現在のロシア国立農業大学・クリメント・チミリャーゼフ名称モスクワ農業アカデミーを卒業する。帰国後は、モンゴル人民革命党中央委員会でいくつかのポストを経て、1967年から1968年まで、農業次官を務めた。1980年国営農場第一次官。1981年セレンゲ県党委員会第一書記。1986年農業大臣に任命される。また、この間、セレンゲ県から人民大会議代議員に選出されたほか、人民大会議幹部会議長（国家元首）顧問も務めた。
1987年から1990年3月21日まで、閣僚会議副議長（副首相）兼農業・食糧産業（食品工業）相。1989年から1990年にかけて行われたモンゴル民主化運動により、1990年3月21日、ドゥマーギーン・ソドノム首相をはじめ党政治局員が辞任したが、9月まで自由選挙に向けた暫定政権を率いた。
1992年駐北朝鮮大使。その後、駐カザフスタン大使。2000年から2004年まで、国民大会議代議員。国民大会議では環境・農村開発常任委員長を務めた。1997年から「アグロプロ」社総支配人。
私生活では、夫人との間に三子。